# Gerhard Sudheimer

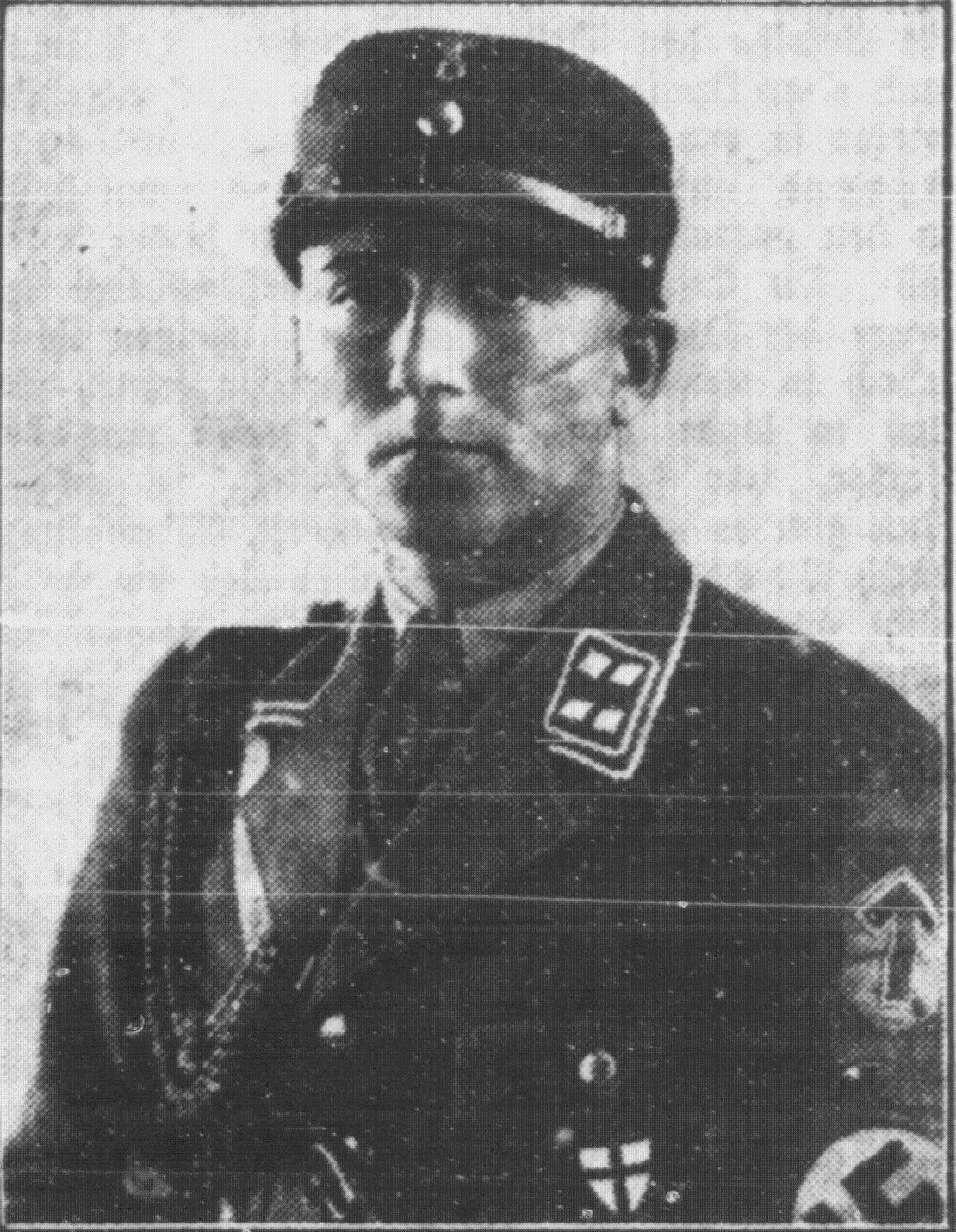
Gerhard Sudheimer in der Uniform eines SA-Obersturmbannführers. An seinem linken Oberarm das Tyr-Abzeichen und auf der linken Brusttasche der Deutscher Ordensschild zur Erinnerung an den Grenzschutz Ost (1933).

Gerhard Otto Sudheimer (* 11. Dezember 1901 in Smolniki (ehemals Blumenthal), Kreis Schubin, Provinz Posen; † nach 1964) war ein deutscher Politiker (NSDAP). Er amtierte unter anderem als Bürgermeister von Königs Wusterhausen (1934–1939) und als Bezirksbürgermeister von Berlin-Kreuzberg (1939–1945).

## Leben
Nach dem Schulbesuch, den er mit dem Abitur beendete, studierte Sudheimer einige Semester Rechts- und Staatswissenschaften. Von 1919 bis 1920 war er Angehöriger des Grenzschutz Ost. Später verdiente er seinen Lebensunterhalt mit diversen Büroarbeiten.
Sudheimer trat am 1. Oktober 1930 in die NSDAP (Mitgliedsnummer 320.317) und in die Sturmabteilung (SA) ein. Seit 1932 war Sudheimer „hauptamtlicher SA-Führer“.
Zum 1. März 1933 wurde Sudheimer zum Adjutanten der von Karl Ernst geführten SA-Untergruppe Berlin-Ost ernannt. Nach der Ernennung Ernsts zum Führer der SA-Gruppe Berlin-Brandenburg wurde Sudheimer in den Stab der SA-Gruppe berufen, zunächst als Komplimentieroffizier im Rang eines SA-Sturmbannführers, ab Juni 1933 als Adjutant der Gruppe.
Zum 1. April 1934 schied er aus dem SA-Dienst aus und wurde Bürgermeister von Königs Wusterhausen. Auf seinen Antrag hin erhielt der Ort 1935 die Stadtrechte. Danach übernahm er das Amt des Bezirksbürgermeisters von Berlin-Kreuzberg, das er nominell bis zum Ende des Zweiten Weltkrieges innehaben sollte. Vom 7. Januar 1941 bis 30. April 1942 und erneut seit dem 26. Februar 1943 nahm Sudheimer aktiv am Zweiten Weltkrieg teil. 1941 gehörte er der 1. Kompanie des Infanterie-Ersatz-Bataillons 466 in Schwerin an der Warthe an. Die letzte Meldung, die in seinen Militärunterlagen zu ihm vorliegt, ist die, dass er am 14. Oktober 1944 der 3. Batterie des Heeres der Küsten-Artillerie-Abteilung 1111 als Gefreiter angehörte.
Nach dem Krieg lebte Sudheimer in Berlin. In den späten 1950er und frühen 1960er Jahren wurde er gelegentlich als Zeitzeuge über die Ereignisse der Jahre 1933/1934 befragt, so von Fritz Tobias für dessen Forschungen zum Reichstagsbrand. 1964 ist er mit Adresse „Zeißpfad 6“ in Berlin-Buckow als „Bezirksstadtrat a. D.“ nachweisbar.
In Tobias’ Nachlass findet sich eine Notiz vom Juli 1968, der zufolge Sudheimer „vor einigen Jahren“ verstorben sei.

## Ehe und Familie
Im Juni 1934 heiratete Sudheimer Felicitas Fromm (* 20. August 1915 in Leipzig). Aus dieser Ehe gingen die Kinder Erdmute (* 17. April 1935) und Gerhild Sudheimer, verh. Sudheimer-Jackson, später Hilda Sudheimer (* 18. März 1937; † 18. März 2005 New Orleans) hervor.